# 張啓元 (明朝)
張啓元，字應貞，號文峰。江西龍泉縣人，明朝政治人物。

## 生平
嘉靖三十一年（1552年）壬子科江西鄉試舉人，會試不第，遂授浙江新城县學教諭。升藤县知县，在任六年，选授南京貴州道御史，言罢江西湖口县新设料厂，隆庆二年（1568年）巡按南直隶，劾去凤阳守备太监赵芬，三年正月升福建按察司佥事，未幾乞休归。